# Park Sung-joon
Park Sung-joon (9 juni 1986)  is een golfprofessional uit Zuid-Korea.
Park speelt op de Japan Golf Tour.
In 2011 vertegenwoordigt Park zijn land bij de World Cup. Hij speelt met Hyung-sung Kim.

## Teams
- World Cup: 2011